# 오포치노군

우치주 지도에 표시된 오포치노군의 위치

오포치노군(폴란드어: powiat opoczyński)은 폴란드 우치주에 위치한 군으로 군청 소재지는 오포치노이며 면적은 1,038.77km2, 인구는 78,467명(2009년 기준), 인구 밀도는 76명/km2이다.
동쪽으로는 마조프셰주 프시수하군, 남쪽으로는 시비엥토크시스키에주 콘스키에군, 서쪽으로는 피오트르쿠프군, 북서쪽으로는 토마슈프군과 접한다. 8개 지방 자치체(2개 도시형 농촌, 6개 농촌)를 관할한다.

군기
군 문장